# San Rafael, Kalifornien
San Rafael är en stad i Marin County i delstaten Kalifornien, USA. San Rafael är administrativ huvudort (county seat) i Marin County. Här finns huvudkontoret för Autodesk.